# Ismail Bouillaud

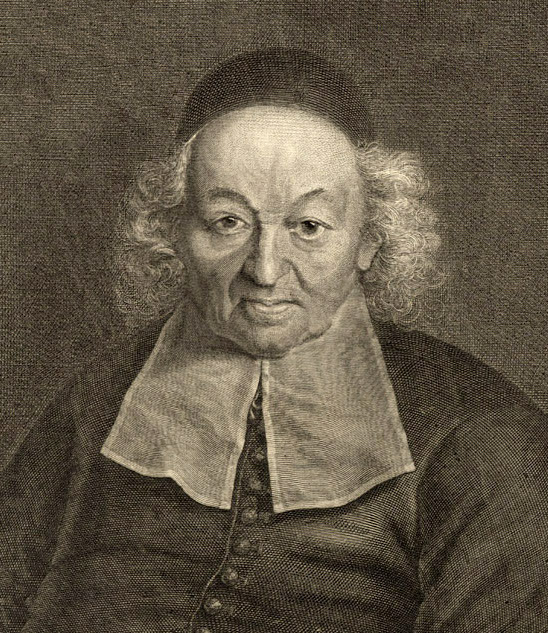
Ismaël Boulliau

Ismail Bouillaud (Ismaël Boulliau, ur. 28 września 1605, zm. 25 listopada 1694) – francuski astronom. 
Zasugerował, że siły grawitacyjne maleją wraz z kwadratem odległości. Izaak Newton później doprecyzował tę hipotezę w swoich prawach.
W 1667 został członkiem Royal Society.

## Publikacje
- 1638: De natura lucis
- 1639: Philolaus

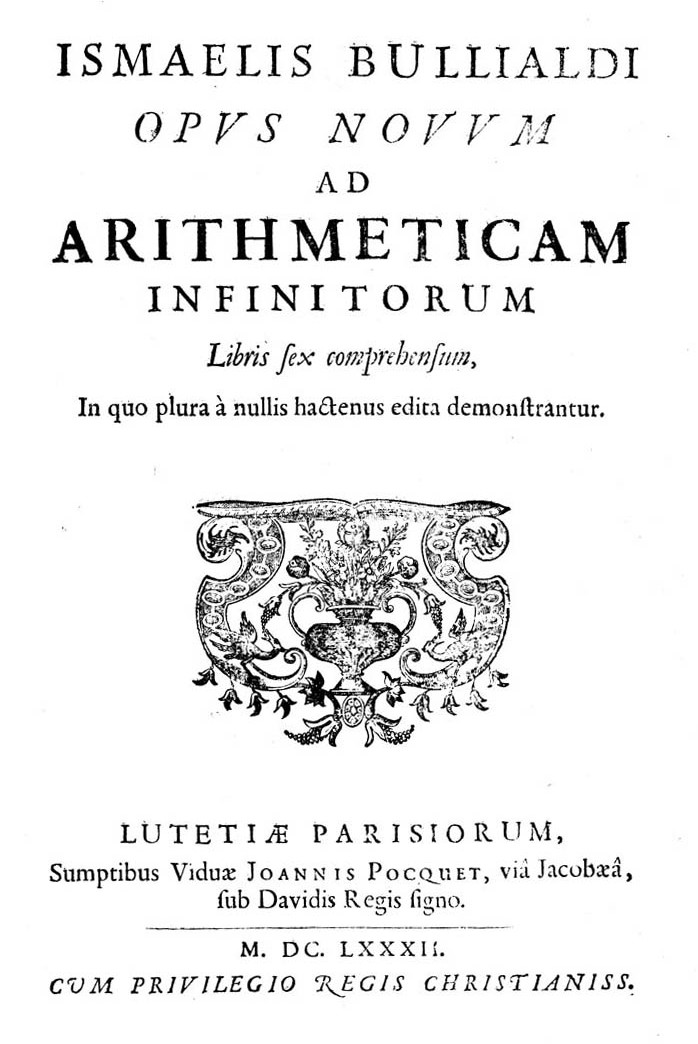
Opus novum ad arithmeticam infinitorum libris sex comprehensum, 1682

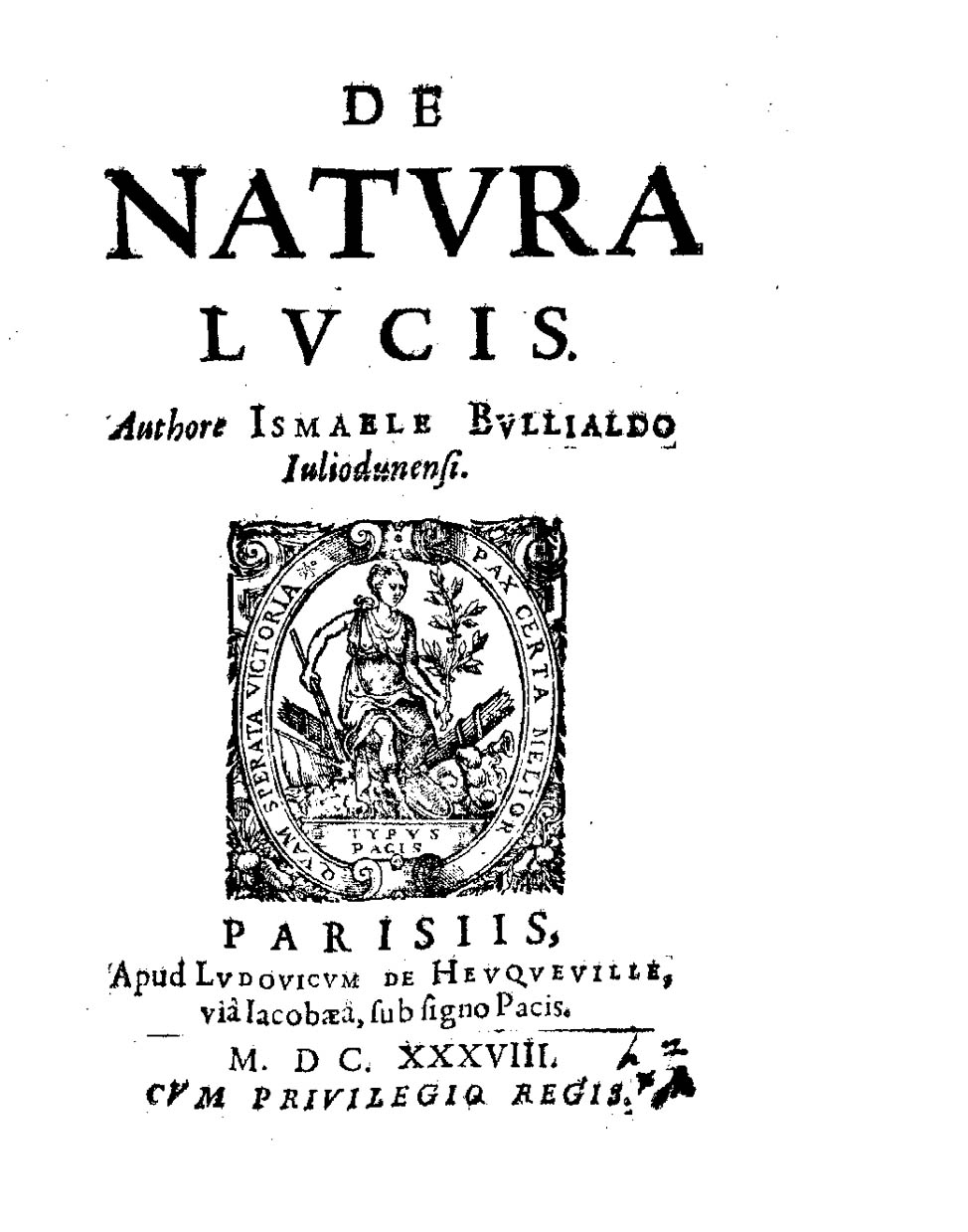
De natura lucis, 1638

- 1644: Expositio rerum mathematicarum ad legendum Platonem utilium
- 1645: Astronomia philolaica
- 1657: De lineis spiralibus
- 1682: Opus novum ad arithmeticam infinitorum
- 1667: Ad astronomos monita duo

## Prace dotyczące Bouillauda
- Nellen, H.J.M., Ismaël Boulliau (1605-1694), Astronome, Épistolier, Nouvelliste Et Intermédiaire Scientifique, 24, APA-Holland University Press, 1994. ISBN 90-302-1034-6.